# Clutts House
Das Clutts House ist ein früheres Wohngebäude in der Stadt Wellston im Jackson County, Ohio in den Vereinigten Staaten. Das 1902 erbaute Haus war das Wohnhaus des Industriellen Joseph Clutts, einem der führenden Mitglieder der Gesellschaft Wellstons.

## Geschichte
Der 1861 geborene Joseph Clutts kam 1882 nach Wellston. Schon nach kurzer Zeit schlug er den Weg ein, der ihn selbst zu einem der wichtigsten Leute in der Region machte. Er kaufte Hochöfen in Wellston und Milton, erwarb Anteile an der Spring Valley Iron Company und große Waldgebiete, deren Holz als Brennstoff für seine Hochöfen diente. 1896 gründete er mit Henry Adam Marting und Lewis Vogelsong die Wellston Iron and Steel Company, die zwei weitere Hochöfen in Betrieb nahm. Gemeinsam mit einem Partner namens Willard übernahm Clutts 1898 die Anteile seiner früheren Partner.
Clutts gab 1902 den Auftrag zum Bau des noch heute bestehenden Wohnhauses. Das zweieinhalbstöckige Haus ist aus bräunlichen Backsteinen gemauert, auf denen ein Dach sitzt, das mit keramischen Ziegeln gedeckt ist. Das Bauwerk zeichnet sich nicht durch einen bestimmten Architekturstil aus, der es dominieren würde, doch seine Größe und die Details machen es zu einem der auffälligsten Wohnhäuser in Wellston. Die meisten anderen Wohnhäuser in der Stadt, seien sie zur selben Zeit oder zu anderen Zeiten entstanden, sind deutlich kleinere Bauwerke, die für normale Arbeiter errichtet wurden.
Nach dem Tod Clutts’ im Jahr 1927 wurde sein Haus als das Reese Building bezeichnet. Von da an wurde es nicht mehr zu Wohnzwecken genutzt, und heute ist darin eine Rechtsanwaltskanzlei ansässig. Im Inneren und auch außen wurde das Haus wenig verändert, und die meisten der ursprünglichen dekorativen Details und Gebäudeelemente sind noch vorhanden. Das Clutts House wurde 1980 sowohl wegen seiner Verbindung zu Clutts selbst als auch wegen seiner gut erhaltenen, historisch signifikanten Architektur in das National Register of Historic Places aufgenommen. Es ist neben dem Morgan Mansion und dem Harvey Wells House eines von drei in das National Register eingetragenen Bauwerken in der City of Wellston.